# Burni Panentongan
Burni Panentongan är ett berg i Indonesien.   Det ligger i provinsen Aceh, i den västra delen av landet, 1 600 km nordväst om huvudstaden Jakarta. Toppen på Burni Panentongan är 1 898 meter över havet.
Terrängen runt Burni Panentongan är bergig åt nordväst, men åt sydost är den kuperad.Runt Burni Panentongan är det mycket glesbefolkat, med 3 invånare per kvadratkilometer. I omgivningarna runt Burni Panentongan växer i huvudsak städsegrön lövskog.